# Солёное (Луганская область)
Солёное (укр. Солоне) — село, относится к Новопсковскому району Луганской области Украины.
Население по переписи 2001 года составляло 21 человек. Почтовый индекс — 92330. Телефонный код — 6463. Занимает площадь 0,46 км². Код КОАТУУ — 4423380705.

## Местный совет
92330, Луганська обл., Новопсковський р-н, с. Ганусівка, вул. Леніна, 27  (укр.)